# Théophile de Viau
Théophile de Viau (Clairac, Agen, 1590-París, 25 de septiembre de 1626) fue un poeta y dramaturgo barroco francés. Muy leído en el siglo XVII, fue olvidado a raíz de las críticas de los autores clásicos antes de ser redescubierto en el siglo XIX por Théophile Gautier.
Desde el siglo XX es definido como autor barroco y libertino. El testimonio de sus contemporáneos converge también en indicar que fue bisexual. Aunque una vez lo protegió el rey Luis XIII, vivió en el exilio y fue encarcelado al ser acusado de irreligión y homosexualidad, usándose como prueba los poemas obscenos que escribió para el Parnasse satyrique y su amor por Jacques Vallée, señor des Barreaux, y aunque fue condenado a muerte por libertinaje, logró escapar.

## Biografía
Nacido en Clairac en una familia hugonota (esto es, protestante francesa), Théophile de Viau estudió en la Academia Protestante de Saumur y en la Universidad de Leiden, donde frecuentó en particular al epistológrafo y futuro ensayista Jean-Louis Guez de Balzac. Luego se unió en los años 1611-1613 a una compañía de teatro ambulante y en 1615 se trasladó a París, donde llevó una vida alegre y se convirtió en un brillante poeta cortesano. Mientras estuvo al servicio de Jean Louis de Nogaret de La Valette, conde de Candale, participó en la disputa entre el partido de su protector y Luis XIII y su favorito, el Conde de Luynes (1615-1616). Perdonados tras la guerra, retomó su vida de brillante poeta en la Corte y entró en contacto con las ideas epicúreas del filósofo italiano Giulio Cesare Vanini, quien cuestionaba la inmortalidad del alma; Vanini fue acusado de herejía y de practicar la magia y, tras cortarle la lengua, fue estrangulado y su cadáver quemado en Toulouse en 1619. Sin embargo y pese a su educación protestante, en 1620 luchó en el ejército real contra los protestantes y en 1622 se convirtió oficialmente al catolicismo. Esta conversión no le impidió, según sus acusadores (y la mayor parte de la crítica literaria), seguir siendo de mente y corazón tan puramente libertino como antes.
Fue prohibido en Francia en 1619 por irreligión y por tener "costumbres indignas”, un eufemismo entonces de la homosexualidad. Esta prohibición fue quizá también política y vinculada al conflicto que existía entre su patrón, el conde de Candales, con el conde de Luyne; se sospechaba además que estuvo implicado en la confección de los panfletos contra este último.
Tras viajar a Inglaterra regresó a la Corte en 1620; después de publicar bajo su nombre real algunos poemas licenciosos en la colección Parnasse satyrique, en 1622 fue denunciado por los jesuitas y condenado a aparecer descalzo ante Notre Dame en París para ser quemado vivo en 1623. La sentencia se llevó a cabo en efigie, pues Théophile había escapado y se había escondido. Pero fue detenido cuando trataba de escapar hacia Inglaterra y fue encarcelado en La Conciergerie durante casi dos años mientras el padre François Garasse se consagraba a estudiar sus poemas con el fin de obtener alusiones sodomitas que justificasen su condena a muerte. No menos de cincuenta y cinco folletos se publicaron a favor y en contra de Théophile en el ínterin, pues fue un caso que movilizó a casi todos los intelectuales y escritores de la época. Mientras tanto, Théophile redactó Plainte de Théophile à son ami Tircis, reprochando a un amigo (quizá Jacques Vallée des Barreaux, quien por otra parte no parece haberlo abandonado), su escaso compromiso en el asunto. Su sentencia fue commutada por aresto y exilio perpetuo, y Théophile, cuya salud se había deteriorado notablemente por su estancia en prisión, pasó los últimos meses de su vida en Chantilly bajo la protección del duque de Montmorency.
Se le deben algunas piezas teatrales, incluyendo la tragedia Les Amours tragiques de Pyrame et Thisbé / Los trágicos amores de Píramo y Tisbe, que, estrenada en 1621, le supuso un gran éxito. Fiel a la estética barroca que profesó en su poesía (poemas líricos, sonetos, odas y elegías satíricas), fue decididamente hostil a las nuevas convenciones poéticas clasicistas impuestas por François de Malherbe. Este rechazo al nuevo orden le llevó a ser criticado por Boileau:  “Tous les jours à la Cour un sot de qualité / Peut juger de travers avec impunité, / À Malherbe, à Racan, préférer Théophile” (“Todos los días en la Corte un necio de calidad / puede juzgar aviesa e impunemente / preferir Théophile a Malherbe o a Racan”)
Su poema Un corbeau devant moi croasse, (“Un cuervo ante mí crascita”) que pinta una escena fantástica con truenos, serpientes y fuego muestra en efecto que permanecía ligado a la estética sensitiva y espectacular del barroco. Dos de sus poemas son melancólicas peticiones dirigidas al Rey durante su detención y exilio. Esta expresión de tristeza se refleja en su Ode sur la solitude “Oda a la soledad”, que presenta al poeta en un bosque y combina motivos clásicos y elegíacos. Olvidado en el período clásico, Théophile de Viau fue redescubierto por los románticos en el siglo XIX, sobre todo por su tocayo el poeta del parnasianismo Théophile Gautier.

## Estética
Théophile presentó un manifiesto estético al final de su “Élégie à une Dame / Elegía a una dama”, donde se muestra a la vez ambicioso y desenvuelto, libertino y moderno:
Quiero hacer unos versos que no estén obligados, / pasear mi mente entre pequeños anhelos, / buscar lugares secretos donde nada me moleste / meditar en el ocio, soñar a mis anchas, / utilizar la hora entera en mirarme en el agua, / escuchar cómo inquiere su camino un arroyo, / escribir en el bosque, interrumpirme, callarme, / componer un cuarteto sin pensar en hacerlo. / Y después de satisfacerme por tan dulce error, / quiero un gran propósito que acalore mi furia, / que una obra de diez años me tenga embebido / y cualquiera que sea este tan bello poema, represente / allí, si a mis deseos no le faltan poderes, / que merece la pena tan grato deber. / A tan alta empresa se ha comprometido mi genio: / haría falta inventar un nuevo lenguaje, / tomar un ser nuevo, un mejor pensar y decir / que nunca hayan pensado los hombres y los dioses.
Je veux faire des vers qui ne soient pas contraints, / promener mon esprit par de petits desseins, / chercher des lieux secrets où rien ne me déplaise, / méditer à loisir, rêver tout à mon aise, / employer toute une heure à me mirer dans l'eau, / ouïr comme en songeant la course d'un ruisseau, / écrire dans les bois, m'interrompre, me taire, / composer un quatrain, sans songer à le faire. / Après m'être égayé par cette douce erreur, / je veux qu'un grand dessein réchauffe ma fureur, / qu'un œuvre de dix ans me tienne à la contrainte, / de quelque beau Poème, où vous serez dépeinte: / Là si mes volontés ne manquent de pouvoir, / j'aurai bien de la peine en ce plaisant devoir. / En si haute entreprise où mon esprit s'engage, / il faudrait inventer quelque nouveau langage, / prendre un esprit nouveau, penser et dire mieux / que n'ont jamais pensé les hommes et les Dieux.
En “Première journée / Primera jornada”, narración trufada de numerosas digresiones a la manera de Montaigne, proclama igualmente la exigencia de escribir de modo moderno:
Preciso es que el discurso sea firme, que el sentido sea en él natural y fácil, el lenguaje rápido y significante; las afectaciones no son más que morralla y artificio que no se tropieza jamás sin esfuerzo y confusión. Esos robos llamados imitación de autores antiguos se deben decir ornamentos de ninguna manera propios de nuestro modo. Es preciso escribir a la moderna; Demóstenes y Virgilio no han escrito de ninguna manera en nuestra época y nosotros no sabríamos escribir en su siglo; sus libros, cuando los hicieron, eran nuevos, y nosotros nos hacemos viejos con ellos todos los días
Il faut que le discours soit ferme, que le sens y soit naturel et facile, le langage exprès et signifiant ; les afféteries ne sont que mollesse et qu’artifice, qui ne se trouve jamais sans effort et sans confusion. Ces larcins qu’on appelle imitation des Auteurs anciens se doivent dire des ornements qui ne sont point à notre mode. Il faut écrire à la moderne ; Démosthène et Virgile n’ont point écrit en notre temps, et nous ne saurions écrire en leur siècle ; leurs livres quand ils les firent étaient nouveaux, et nous en faisons tous les jours de vieux.

## Obras importantes
- Pyrame et Thisbé, tragedia en cinco actos y alejandrinos
- Traité de l'immortalité de l'âme, traducción libre del Fedón de Platón que alterna prosa y verso
- La Maison de Sylvie, serie de diez odas en homenaje a sus últimos mecenas.

## Ediciones antiguas y modernas
En 1621 el impresor Pierre Billaine publicó sus Obras poéticas, muy reimpresas. La primera edición crítica fue la de 1856 por Alleaume. En español Jorge Gimeno tradujo algunas en El amor negro. Poesía del Barroco francés, Valencia, Pre-Textos, 2009.
- Œuvres complètes de Théophile, Tome I. ed. M. Alleaume. Kraus reprint, 1995. (1.ª ed. 1856).
- Œuvres complètes de Théophile, Tome II. ed. M. Alleaume. Kraus reprint, 1995. (1.ª ed. 1855).
- Théophile de Viau, Œuvres complètes, ed. crítica de Guido Saba, París / Roma, Nizet / Edizioni dell'Ateneo, 1978-1987, 4 tomos.
  - Tome I : Première partie, Les Œuvres du Sieur Théophile. Revues, corrigées, et augmentées. Troisième édition (1623), 1984
  - Tome II : Seconde partie Seconde partie: Premiere journee ; Œuvres poetiques; Les amours tragiques de Pyrame et Thisbe (1623), 1978
  - Tome III : Troisième partie: Recueil de toutes les pieces de Theophile, depuis sa prise jusques a present (1625) ; Apologie au roy (1625) ; Appendice des pieces non recueillies par l'auteur, 1979
  - Tome IV : Lettres françaises et latines : nouvelles œuvres de Theophile, composees d'excellentes lettres françaises et latines recueillies par Jean Mairet (1641), Lettres diverses; Appendice: Traduction des lettres latines, 1987
- Théophile de Viau. Œuvres complètes ed. Guido Saba. Éditions Honoré Champion, 1999.
  - Tome I. Première partie. Traité de l’Immortalité de l’Âme ou la Mort de Socrate, Poésies, Larissa.
  - Tome II. Seconde Partie. Première Journée, Poésies, Les Amours tragiques de Pyrame et Thisbé, Tragédie. Troisième partie. Recueil de toutes les pièces faites par Théophile depuis sa prise jusqu’à présent [1625], Apologie au Roi, Lettre contre Balzac.
  - Tome III. Lettres françaises et latines, Nouvelles œuvres de Théophile, composées d’excellentes Lettres françaises et latines, recueillies par Jean Mairet [1641], Lettres diverses. Appendice: Pièces de Théophile, ou qui lui ont été attribuées, et qu’il n’a pas recueillies dans ses Œuvres de son vivant. Traductions des textes latins de Théophile.
- Après m’avoir fait tant mourir, Œuvres choisies de Théophile de Viau, éditées par Jean-Pierre Chauveau. Gallimard, coll. Poésie, 2002.
- Ici mon désir est ma loi, poèmes de Théophile de Viau choisis et présentés par François Boddaert, éditions de la Différence, coll. Orphée, 2012.